# Alpinia
Alpinia is een geslacht uit de gemberfamilie (Zingiberaceae). De soorten komen voor in de tropische en subtropische delen van Azië, Australië en op de Pacifische eilanden. Een bekende soort uit dit geslacht is de laosplant (Alpinia galanga).

## Soorten
- Alpinia abundiflora
- Alpinia acrostachya
- Alpinia acuminata
- Alpinia aenea
- Alpinia affinis
- Alpinia agiokuensis
- Alpinia alata
- Alpinia albertisii
- Alpinia albipurpurea
- Alpinia allugas
- Alpinia amentacea
- Alpinia angustifolia
- Alpinia annabellae
- Alpinia antillarum
- Alpinia apoensis
- Alpinia aquatica
- Alpinia arctiflora
- Alpinia arfakensis
- Alpinia arundelliana
- Alpinia assimilis
- Alpinia athroantha
- Alpinia aurantiaca
- Alpinia auriculata
- Alpinia bambusifolia
- Alpinia beamanii
- Alpinia biakensis
- Alpinia bicalyculata
- Alpinia bifida
- Alpinia bilamellata
- Alpinia bisculata
- Alpinia blepharocalyx
- Alpinia blumei
- Alpinia boia
- Alpinia boninsimensis
- Alpinia borneensis
- Alpinia borraginoides
- Alpinia brachyantha
- Alpinia brachypoda
- Alpinia bracteata
- Alpinia breviligulata
- Alpinia brevilabris
- Alpinia brevis
- Alpinia brevituba
- Alpinia burkillii
- Alpinia caerulea
- Alpinia calcarata
- Alpinia calcicola
- Alpinia calycodes
- Alpinia campanaria
- Alpinia cannaefolium
- Alpinia capitellata
- Alpinia cardamomum-medium
- Alpinia carinata
- Alpinia carnea
- Alpinia carolinensis
- Alpinia celebica
- Alpinia cernua
- Alpinia chaunocolea
- Alpinia chinensis
- Alpinia chrysorachis
- Alpinia coeruleoviridis
- Alpinia colossea
- Alpinia comosa
- Alpinia conchigera
- Alpinia condensata
- Alpinia conferta
- Alpinia congesta
- Alpinia conghuaensis
- Alpinia conglomerata
- Alpinia copelandii
- Alpinia corallina
- Alpinia coriacea
- Alpinia coriandriodora
- Alpinia cornu-cervi
- Alpinia cristata
- Alpinia crocodocalyx
- Alpinia cumingii
- Alpinia cylindrocephala
- Alpinia dasystachys
- Alpinia decurva
- Alpinia decurvata
- Alpinia dekockii
- Alpinia densespictata
- Alpinia densibractetata
- Alpinia densiflora
- Alpinia diffissa
- Alpinia divaricata
- Alpinia dolichocephala
- Alpinia domatifera
- Alpinia dyeri
- Alpinia edanoi
- Alpinia elmeri
- Alpinia elwesii
- Alpinia emaculata
- Alpinia engleriana
- Alpinia eremochlamys
- Alpinia eremochlamys
- Alpinia euastra
- Alpinia eubractea
- Alpinia eustales
- Alpinia exostylis
- Alpinia flabellata
- Alpinia flava
- Alpinia flexistamen
- Alpinia fluvitialis
- Alpinia formosana
- Alpinia foxworthyi
- Alpinia fraseriana
- Alpinia fusiformis
- Alpinia gagnepainii
- Alpinia galanga
- Alpinia gigantea
- Alpinia glabra
- Alpinia glabrescens
- Alpinia glacicaerulea
- Alpinia globosa
- Alpinia gracilis
- Alpinia gracillima
- Alpinia graminea
- Alpinia grandiceps
- Alpinia grandis
- Alpinia guinanensis
- Alpinia haenkei
- Alpinia hagena
- Alpinia hainanensis
- Alpinia hamiltoniana
- Alpinia hansenii
- Alpinia havilandii
- Alpinia hemsleyanan
- Alpinia henryi
- Alpinia hibinoi
- Alpinia himantoglossa
- Alpinia hirsuta
- Alpinia hokutensis
- Alpinia homeana
- Alpinia hookeriana
- Alpinia hulstijnii
- Alpinia humilis
- Alpinia hylandii
- Alpinia illustris
- Alpinia intermedia
- Alpinia involucrata
- Alpinia iriomotensis
- Alpinia janowskii
- Alpinia japonica
- Alpinia javanica
- Alpinia jianganfeng
- Alpinia jingxiensis
- Alpinia kainantensis
- Alpinia katsumadae
- Alpinia kelungensis
- Alpinia kermesina
- Alpinia kiungensis
- Alpinia kiushiana
- Alpinia koidzumiana
- Alpinia korthalsii
- Alpinia koshunensis
- Alpinia kumatahe
- Alpinia kusshakuensis
- Alpinia kwangsiensis
- Alpinia laosensis
- Alpinia latilabris
- Alpinia lauterbachii
- Alpinia laxiflora
- Alpinia laxisecunda
- Alpinia leptostachya
- Alpinia ligulata
- Alpinia linguiformis
- Alpinia longepetiola
- Alpinia luteo-carpa
- Alpinia maclurei
- Alpinia macrantha
- Alpinia macrocarpa
- Alpinia macrocephala
- Alpinia macroscaphis
- Alpinia macrostemon
- Alpinia macroura
- Alpinia maculata
- Alpinia malaccensis
- Alpinia manii
- Alpinia manostachys
- Alpinia martinii
- Alpinia maxii
- Alpinia mediomaculata
- Alpinia melanocarpa
- Alpinia menghaiensis
- Alpinia mesanthera
- Alpinia microlophon
- Alpinia missionis
- Alpinia modesta
- Alpinia mollis
- Alpinia mollissima
- Alpinia molucana
- Alpinia monopleura
- Alpinia multispicata
- Alpinia murdochii
- Alpinia musaefedia
- Alpinia mutica
- Alpinia myriocratera
- Alpinia nanchuanensis
- Alpinia napoensis
- Alpinia neesana
- Alpinia nidus-vespae
- Alpinia nieuwenhuizii
- Alpinia nigra
- Alpinia novae-hiberniae
- Alpinia novae-pommeraniae
- Alpinia nupiocratera
- Alpinia nutans
- Alpinia oblongifolia
- Alpinia oceanica
- Alpinia odontonema
- Alpinia officinarum
- Alpinia oligantha
- Alpinia orchioides
- Alpinia orthostachys
- Alpinia ovata
- Alpinia ovoidocarpa
- Alpinia oxymitra
- Alpinia oxyphylla
- Alpinia padacanca
- Alpinia pahangensis
- Alpinia papuana
- Alpinia parviflora
- Alpinia pectinata
- Alpinia penduliflora
- Alpinia penicillata
- Alpinia petiolata
- Alpinia philippinensis
- Alpinia phoenicea
- Alpinia pininga
- Alpinia pinnanensis
- Alpinia platychilus
- Alpinia plectophylla
- Alpinia plumieri
- Alpinia polyantha
- Alpinia porphyrea
- Alpinia porphyrocarpa
- Alpinia porrecta
- Alpinia pricei
- Alpinia psilogyna
- Alpinia pterocalyx
- Alpinia ptychanthera
- Alpinia pulcherrima
- Alpinia pumila
- Alpinia punicea
- Alpinia purpurata
- Alpinia pyramidata
- Alpinia quadriloba
- Alpinia racimigera
- Alpinia racemosa
- Alpinia rafflesiana
- Alpinia rechingeri
- Alpinia regia
- Alpinia reticosa
- Alpinia rheedii
- Alpinia rigida
- Alpinia rolfei
- Alpinia romblonensis
- Alpinia romburghiana
- Alpinia rosacea
- Alpinia roscoeana
- Alpinia rosea
- Alpinia rosella
- Alpinia roxburghii
- Alpinia rubella
- Alpinia rubra
- Alpinia rubricaulis
- Alpinia rubromaculata
- Alpinia salamonensis
- Alpinia samoensis
- Alpinia sanderae
- Alpinia sandsii
- Alpinia sasakii
- Alpinia satsumensis
- Alpinia schultzei
- Alpinia schumanniana
- Alpinia secunda
- Alpinia secundiflora
- Alpinia seimundii
- Alpinia sericea
- Alpinia sericiflora
- Alpinia serrulata
- Alpinia shimadae
- Alpinia siamensis
- Alpinia sibuyanensis
- Alpinia silvicola
- Alpinia simsii
- Alpinia singuliflora
- Alpinia smithiae
- Alpinia speciosa
- Alpinia spicata
- Alpinia squarrosa
- Alpinia stachyodes
- Alpinia stapfiana
- Alpinia stenobracteolata
- Alpinia stenostachys
- Alpinia striata
- Alpinia strobilacea
- Alpinia strobiliformis
- Alpinia subfusicarpa
- Alpinia submutica
- Alpinia subspicata
- Alpinia subverticillata
- Alpinia suishaensis
- Alpinia takaminei
- Alpinia tamacuensis
- Alpinia tomentosa
- Alpinia tonkinensis
- Alpinia tonrokuensis
- Alpinia trachyascus
- Alpinia tricolor
- Alpinia tubulata
- Alpinia unilateralis
- Alpinia uraiensis
- Alpinia uviformis
- Alpinia valetoniana
- Alpinia vanoverberghii
- Alpinia velutina
- Alpinia versicolor
- Alpinia viridiflora
- Alpinia vittata
- Alpinia vitiensis
- Alpinia vulcanica
- Alpinia walang
- Alpinia warburgii
- Alpinia wenzelii
- Alpinia werneri
- Alpinia womerslyi
- Alpinia wrayi
- Alpinia zerumbet
- Alpinia zingiberina